# Conrado I de Borgoña
Conrado I el Viejo (nacido alrededor de 800 - murió el 22 de marzo o 21 de septiembre, entre 862 y 866), era hijo de Welf, conde de Altdorf, y Heilwig de Sajonia (c.775-833). Fue conde de Argengau, de París y de Auxerre, y fue abad laico de Abadía de San Germán de Auxerre y de la Abadía de San Galo. 

## Biografía
Fue uno de los primeros Güelfos, miembro de la rama bávara, era hermano de Judith la segunda esposa de Luis el Piadoso y de Emma de Altdorf, esposa de Luis el Germánico. Debido a esta relación, se convirtió en uno de los confidentes más cercanos del emperador Luis el Piadoso, el también compartió su detención entre 833/834, 
y logró construir una fuerte posición de poder de su familia en la Alta Suabia. 
Fue uno de los tres embajadores, que fueron enviados en 842 por Carlos el Calvo y Luis el Germánico, con poderes extraordinarios donde su hermano Lotario I, para negociar la división del reino de los francos y ofrecer a Lotario la tercera parte del imperio designada por ellos. Los otros dos enviados fueron la Adalard el Senescal y el conde Cobbo el Viejo.
Casado con Adelaida de Alsacia también llamada Adelaida de Tours (c.805 - después de 866), hija de Hugo de Tours, el Cobarde († 837), conde de Sundgau y Tours, tuvo los siguientes hijos: 
1. Guelfo II († 858);
2. Hugo (c. 830 - † 886) abad de San Germán de Auxerre, Noirmoutier, San Ricario, San Bertin y San Martín de Tours, arzobispo de Colonia entre 864-870;
3. Conrado II de Borgoña († 876), conde de Auxerre, duque de Borgoña;
4. Judith, la esposa de Udo de Neustria;
5. Rodolfo, † antes de 864, abad de San Ricario, 849 abad de Jumièges

En 858, durante una campaña en el reino de los francos del oeste, él y su familia abandonaron a su soberano Luis el Germánico y se acercaron a Carlos el Calvo, hijo de Judith. Ellos fueron generosamente recompensados y a Conrado se le designó otros condados. Luis el Germánico confiscó sus feudos y tierras bávaras. 
El Miracula Sancti Germani llama a Conrado, princeps Chuonradus (príncipe, soberano), al registrar su matrimonio. Según algunas versiones su esposa se volvió a casar con Roberto el Fuerte después de su muerte.

## Títulos nobiliarios
Konrad llevó a los siguientes títulos: 
- 830 -"Dux nobilissimus" (es decir, duque en Alemania)
- 839 - después de 849- Conde en Argengau,
- 839 - Conde en Alpgau,
- 844 - Conde en Linzgau,
- 849 -Conde de París,
- después de 860 conde de Auxerre como seguidor de Carlos el Calvo;